# Schlacht von Nam Dong
Schlacht um Tua Hai (1960) – Schlacht um Ap Bac (1963) – Schlacht von Nam Dong (1964) – Tonkin-Zwischenfall (1964) – Operation Flaming Dart (1965) – Operation Rolling Thunder (1965–68) – Schlacht von Dong Xoai (1965) – Schlacht im Ia-Drang-Tal (1965) – Operation Crimp (1966) – Operation Hastings (1966) – Schlacht von Long Tan (1966) – Operation Attleboro (1966) – Operation Cedar Falls (1967) – Schlacht um Hügel 881 (1967) – Schlacht bei Dak To (1967) – Schlacht um Khe Sanh (1968) – Tet-Offensive (1968) – Schlacht um Huế (1968) – Operation Speedy Express (1968/69) – Operation Dewey Canyon (1969) – Schlacht am Hamburger Hill (1969) – Operation Menu (1969/70) – Operation Lam Son 719 (1971) – Schlacht um FSB Mary Ann (1971) – Schlacht um Quảng Trị (1972) – Operation Linebacker (1972) – Operation Linebacker II (1972) – Schlacht von Xuan Loc (1975) – Operation Frequent Wind (1975)
Die Schlacht von Nam Dong war ein nächtlicher Angriff der Nationalen Befreiungsfront auf einen amerikanischen Feldstützpunkt der US Army Special Forces während des Vietnamkrieges 1964.

## Die Schlacht
In der Nacht des 6. Juli 1964 kam es zu einem Angriff zweier Bataillone der Volksbefreiungsarmee auf ein Camp im zentralen Hochland nahe dem Ort Nam Dong. In einem die ganze Nacht andauernden Gefecht gelang es den Verteidigern, bestehend aus dem ODA-726 (Operational Detachment, dt. Zug), südvietnamesischen Streitkräften und einem australischen Militärberater, unter schweren Verlusten den Stützpunkt gegen den zahlenmäßig weit überlegenen Feind zu halten. Der Kommandeur, Captain Roger H. C. Donlon, wurde anschließend von Präsident Lyndon B. Johnson persönlich mit der ersten Medal of Honor ausgezeichnet, die in diesem Krieg verliehen wurde. Das Nam Dong Special Forces Camp wurde durch Mörserbeschuss und ein danach ausbrechendes Feuer vernichtet.

## In den Medien
Das Gefecht war die Vorlage für den Kinofilm „The Green Berets“.